# 西班牙人酒馆

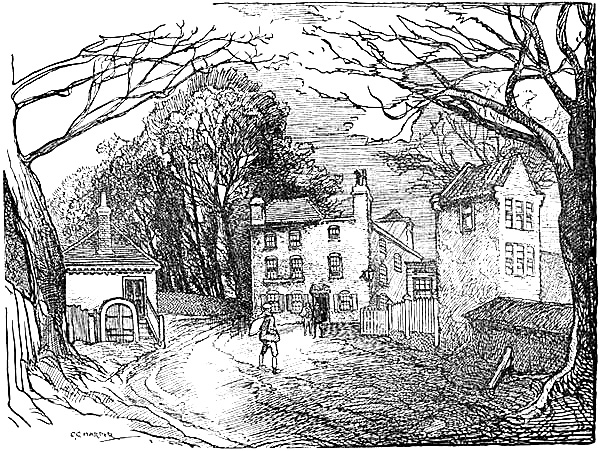
Spaniards Inn in 1906

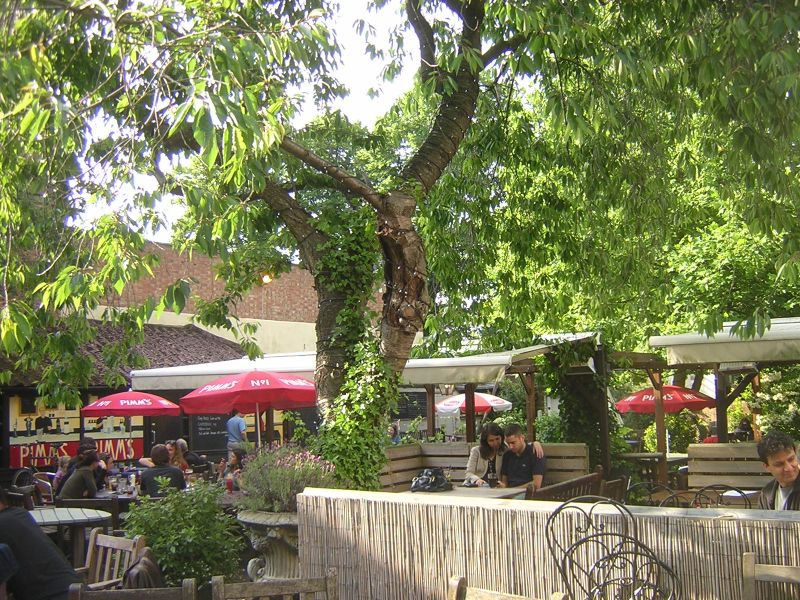
Garden of the Spaniard's Inn on a sunny lunchtime

西班牙人酒馆（Spaniards Inn）是英国伦敦的一个历史悠久的英式酒吧，位于汉普斯特德与高門（Highgate）之间的西班牙人路（Spaniards Road），坐落在漢普斯特德荒野的边缘，靠近肯伍德府（Kenwood House）。这是一座二级登录建筑，历史可追溯到16世纪。

## 历史
这个酒吧据信于1585年，开设在芬奇利边界（Finchley boundary），小酒馆就在伦敦主教庄园的入口，在前面的花园仍然可以看到一块1755年的界碑。，对面是一座建于1710年左右的收费站。今天，酒吧属于巴尼特區，而收费站属于卡姆登区。现在二者都是登录建筑，两者之间减少到一条车道。1966年，撤销收费站的建议被成功抵制，部分原因是这会导致交通量变大，车速变快。
迪克·图尔平被认为是酒吧的常客，因为他父亲是酒吧的房东。 可以肯定的是，拦路强盗经常光顾这个地区，可能利用酒馆观察路上的状况。当时，从伦敦乘马车到这里约需两小时，该地区有相当一部分富有的旅行者。奧卑利的记录显示，1751年10月16日，塞缪尔·培根因在国王路上抢劫而被起诉，在距离西班牙人200码外的地方被抓获。
1780年，参与戈登暴乱的暴乱者反对放宽英国限制天主教的法律，向汉普斯特德进军，意图攻击第一任曼斯菲尔德伯爵威廉·默里的住所肯伍德府。据报道，当时西班牙人的房东给暴乱者提供免费饮料，让他们继续占领，直到当地民兵到达，因此房子得以保存完好。

## 文学
在狄更斯的《匹克威克外传》和布莱姆·斯托克的《德拉库拉》里，都提到了这个酒吧，艺术家約書亞·雷諾茲和诗人拜伦和济慈经常造访这家酒吧。据说济慈在花园里写出了《夜莺颂》，而斯托克的《德拉库拉》借用了一个居民的鬼故事。

## 美食
2007年，在《卫报》文章“英国十大酒吧烤肉”中，西班牙人酒馆名列第四。2009年，它被《卫报》列为英国最佳酒吧之一。